# Anan ben Dawid
Anan ben Dawid (VIII wiek) – babiloński uczony pochodzenia żydowskiego, który w 761 r. stanął na czele ruchu karaimskiego. Kandydując na egzylarchę odrzucał Talmud chcąc oprzeć judaizm na Biblii. Na podstawie jego nauk powstał i rozwinął się karaimizm.
Nie odrzucając całkowicie tradycji religijnej, Ananiasz głosił prawa rozumu i zasadę swobody badań.